# ヤコフ・エリアシュバーグ
ヤコフ・エリアシュバーグ（Yakov Eliashberg、ロシア語: Яков Матвеевич Элиашберг、1946年12月11日 - ）は、アメリカ合衆国の数学者で、ソビエト連邦のレニングラードで生まれた。

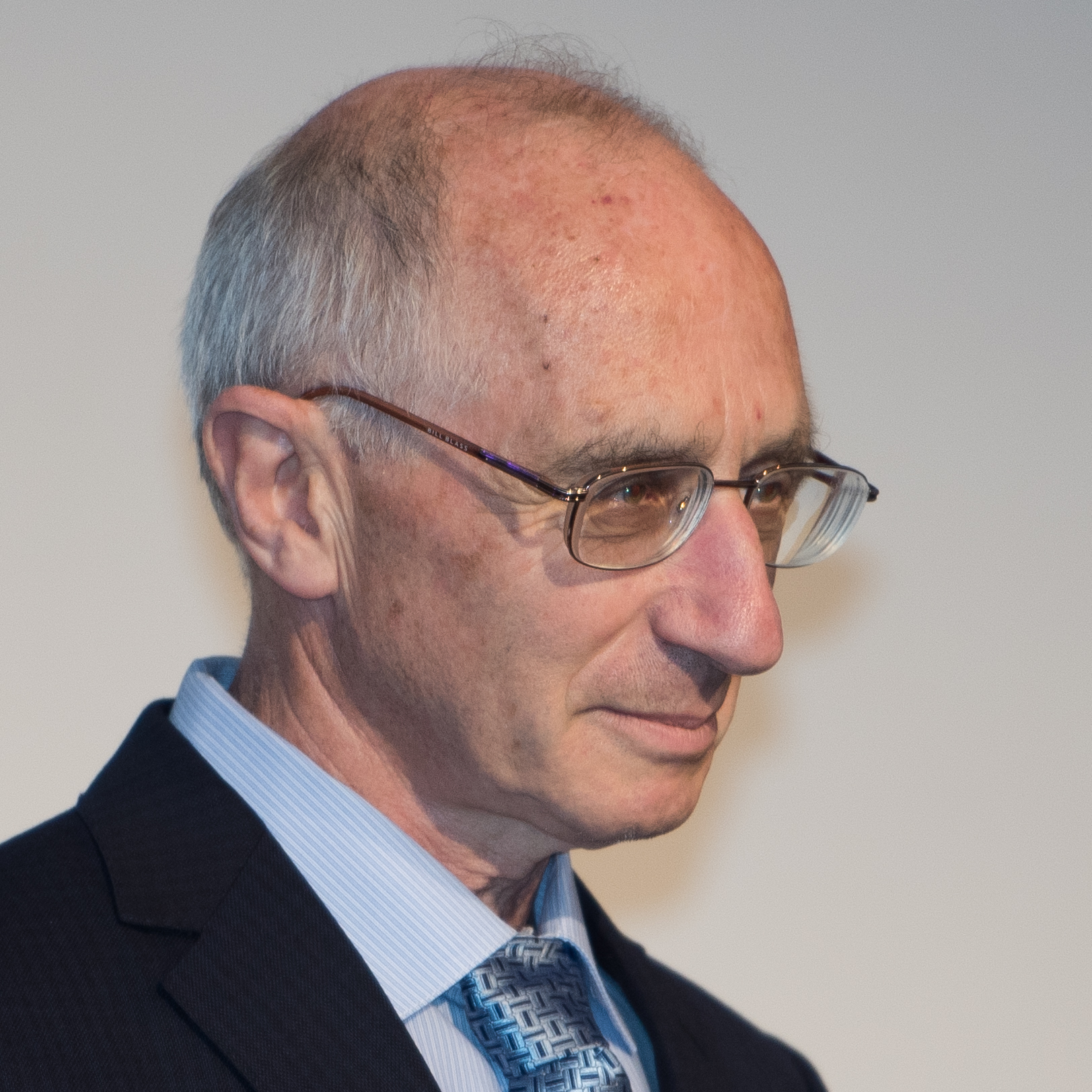
2016年5月スウェーデンのストックホルムの王立科学アカデミーでの、クラフォード受賞時の場面

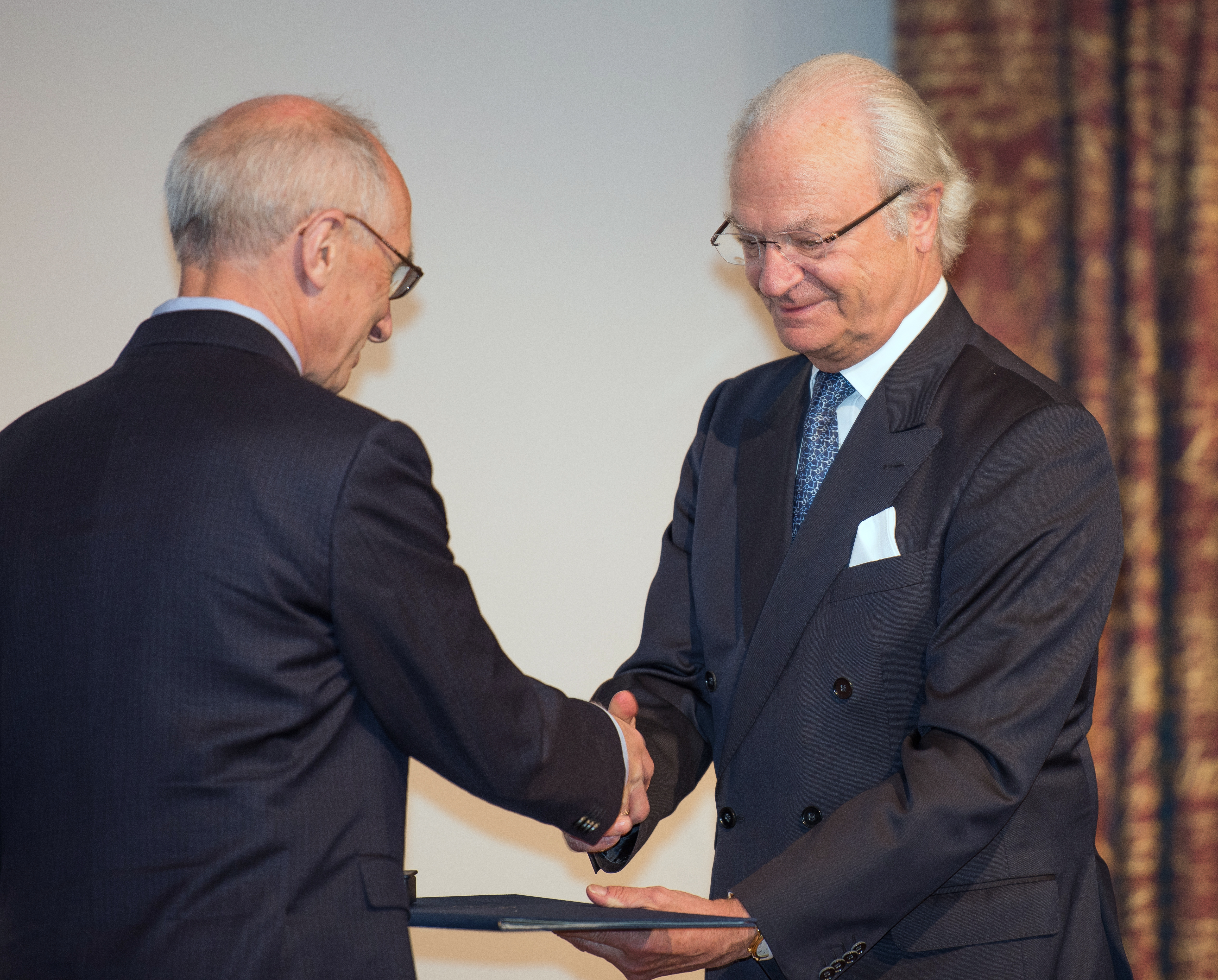
2016年5月スウェーデンのストックホルムの王立科学アカデミーでの、クラフォード受賞時の場面

## 来歴
1972年にウラジーミル・ロホリンの指導の下、レニングラード大学から博士号を授与された。1972年から1979年までロシアのコミ共和国のスィクティフカル州立大学で教鞭を執り、1980年から1987年まであるコンピュータソフトウェアグループの長として産業界で働いた。1988年エリアシュバーグはアメリカ合衆国に移住し、1989年からスタンフォード大学の数学の教授を務めている。

## 賞
エリアシュバーグは1972年、レニングラード数学会賞を受賞した。1972年、1986年、1998年、2006年(基調講演者)に、国際数学者会議の招待講演者を務めた。世界中で招待され、一連の講義を行った。1995年エリアシュバーグはグッゲンハイム・フェローの受賞者となった。
2001年、シンプレクティックトポロジーと接触幾何学の業績、特にシンプレクティック剛性の証明と3次元接触幾何学の発展に対して、アメリカ数学会からヴェブレン賞が授与された。2009年にリヨン高等師範学校から、2017年にウプサラ大学から名誉学位が贈られた。2013年、エリアシュバーグはシンプレクティックトポロジーにおける先駆的な研究に対して、チューリッヒ工科大学からハインツ・ホップ賞がヘルムート・ホーファーと共同で授与された。2002年、エリアシュバーグは米国科学アカデミーの会員に選出された。2012年アメリカ数学会のフェローになった。エリアシュバーグはショウ賞の数理科学における選考委員会の委員でもあった。
2016年、「接触幾何学、シンプレクティックトポロジーの発展と剛性・柔軟性現象の開拓的発見に対して」、スウェーデン王立科学アカデミーから数学におけるクラフォード賞が授与された。2020年、サイモン・ドナルドソンと共同で、ウルフ賞数学部門を受賞した。2024年BBVA Foundation Frontiers of Knowledge Award受賞。

## References
1. 1 2  ヤコフ・エリアシュバーグ - Mathematics Genealogy Project
2. ↑  Eliashberg, Ya M. (1986). “Combinatorial methods in symplectic geometry”. Proc. of the International Congress of Mathematicians, 1986. pp. 531–539
3. ↑  Eliashberg, Yakov (1998). “Invariants in contact topology”. Doc. Math. (Bielefeld) Extra Vol. ICM Berlin, 1998, vol. II. pp. 327–338
4. ↑  Eliashberg, Yakov (2007). “Symplectic field theory and its applications”. International Congress of Mathematicians, 2006. vol. 1. pp. 217–246
5. ↑  List of Fellows of the American Mathematical Society, retrieved 2012-12-02.
6. ↑  Wolf Prize 2020